# Josef Polišenský
Josef Polišenský (16. prosince 1915 Prostějov – 11. ledna 2001 Praha) byl přední český historik a pedagog, který se specializoval především na novověké dějiny Českých zemí, Evropy a dějiny Latinské Ameriky.

## Život
Josef Polišenský v letech 1935–1939 vystudoval historii a anglistiku na Filozofické fakultě Univerzity Karlovy v Praze. Přestože uzavřel studium svou doktorskou prací už v roce 1939, z důvodu uzavření českých vysokých škol mohl být promován až po skončení druhé světové války. Současně se studiem univerzity navštěvoval Státní archivní školu, kterou absolvoval roku 1940. V roce 1947 se habilitoval v oboru obecná historie, 1951 byl jmenován státním docentem, 1957 jmenován profesorem obecných dějin na Filozofické fakultě Univerzity Karlovy v Praze a v témže roce dosáhl titulu doktora historických věd. V 60. letech 20. století působil krátce jako hostující profesor na Universidad de Chile. V této době pracovně navštívil také Uruguay, Brazílii, Kolumbii, Mexiko a Kubu. Na konci 60. let se stal spoluzakladatelem Střediska Iberoamerických studií na Filozofické fakultě Univerzity Karlovy v Praze a jehož byl v letech 1967–1981 prvním vedoucím. V roce 1969 byl vyslán jako hostující profesor na University of California v Berkeley. Byl členem Rakouské akademie věd a Nizozemské královské akademie věd. Publikační aktivita Josefa Polišenského zahrnuje více než 120 knižních titulů vydaných kromě češtiny ve stěžejních světových jazycích a kolem jednoho a půl tisíce odborných pojednání publikovaných v prestižních světových historických časopisech.

## Výběr z díla
- Kniha o bolesti a smutku. Výbor z moravských kronik 17. století. Praha : Nakladatelství ELK, 1948. 204 s.
- Anglie a Bílá hora. Praha : Fil. fak. univ. Karlovy, 1949. 245 s.
- Nizozemská politika a Bílá hora. Praha : ČSAV, 1957. 357 s.
- Třicetiletá válka a český národ. Praha : Naše vojsko, 1960. 238 s.
- Opavský kongres roku 1820 a evropská politika let 1820–1822. Ostrava : Krajské nakladatelství, 1962. 196 s.
- Jan Amos Komenský. Praha : Svobodné slovo, 1963. 175 s.; 2. vyd. Praha : Melantrich, 1973. 273 s.
- Stručné dějiny Kuby. Předpoklady kubánské revoluce. Praha : NPL, 1964. 221 s.
- Komenský v Amsterodamu. Praha : SPN, 1970. 150 s.
- Třicetiletá válka a evropské krize 17. století. Praha : Svoboda, 1970. 284 s.
- Napoleon a srdce Evropy. Praha : Svoboda, 1971. 277 s.
- Dějiny Latinské Ameriky. Praha : Svoboda, 1979. 829 s. (vedoucí autorského kolektivu)
- Dějiny Británie. Praha : Svoboda, 1982. 323 s.
- Česká touha cestovatelská: Cestopisy, deníky a listy ze 17. století. Praha : Odeon, 1989. 493 s. (edd.)
- Jan Jeník z Bratřic. Praha : Melantrich, 1989. 293 s.
- Tragic Triangle: The Netherlands, Spain And Bohemia 1617–1621. Praha : Univerzita Karlova, 1991. ISBN 80-7066-470-3.
- Úvod do studia dějin a kultury Španělska a Portugalska: Do přelomu 19. a 20. století. Ostrava : Filozofická fakulta Ostravské univerzity, 1994. 212 s. ISBN 80-7042-405-2.
- Valdštejn: Ani císař, ani král. Praha : Academia, 1995. 224 s. ISBN 80-200-0558-7.; 2. vyd. Praha : Academia, 2001. 224 s. ISBN 80-200-0863-2. (spoluautor Josef Kollmann).
- Casanova a jeho svět. Praha : Academia, 1997. 185 s. ISBN 80-200-0616-8.
- Tisíciletá Praha očima cizinců. Praha : Academia, 1999. 229 s.
- Velké a malé ženy v dějinách lidstva. Praha : Jan Krigl, 2000. 241 s. ISBN 80-902045-5-4.
- Historik v měnícím se světě. Praha : Karolinum, 2001. 352 s. ISBN 80-246-0317-9.
- Dějiny Iberského poloostrova (do přelomu 19. a 20. století). Olomouc : Univerzita Palackého, 2002. 177 s. ISBN 80-244-0505-9. (spoluautor Ivo Barteček).

## Ocenění
- mexický Řád aztéckého orla (1985)
- rakouská Cena Antonína Gindelyho
- španělský Řád Isabely Katolické v hodnosti komtura (1991)
- Cena Františka Palackého (1998)